# Quercus turbinella
Espèce
Classification phylogénétique
Quercus turbinella, parfois dénommé Chêne arbustif turbinelé ou  Quercus dumosa var. turbinella, est un arbuste de la famille des Fagaceae. Ce chêne se rencontre à la fois dans le Nord du Mexique et dans le Sud-Ouest des États-Unis.

## Habitat
Le chêne est présent dans le Sud-Ouest des États-Unis dans les États du Texas, du Nouveau-Mexique, de l'Arizona, du Nevada, de l'Utah, du Colorado et de la Californie. Présent dans des zones assez sèches où l'altitude varie entre 600 et 2 500 mètres, l'arbre est également présent dans le nord du Mexique.

## Description

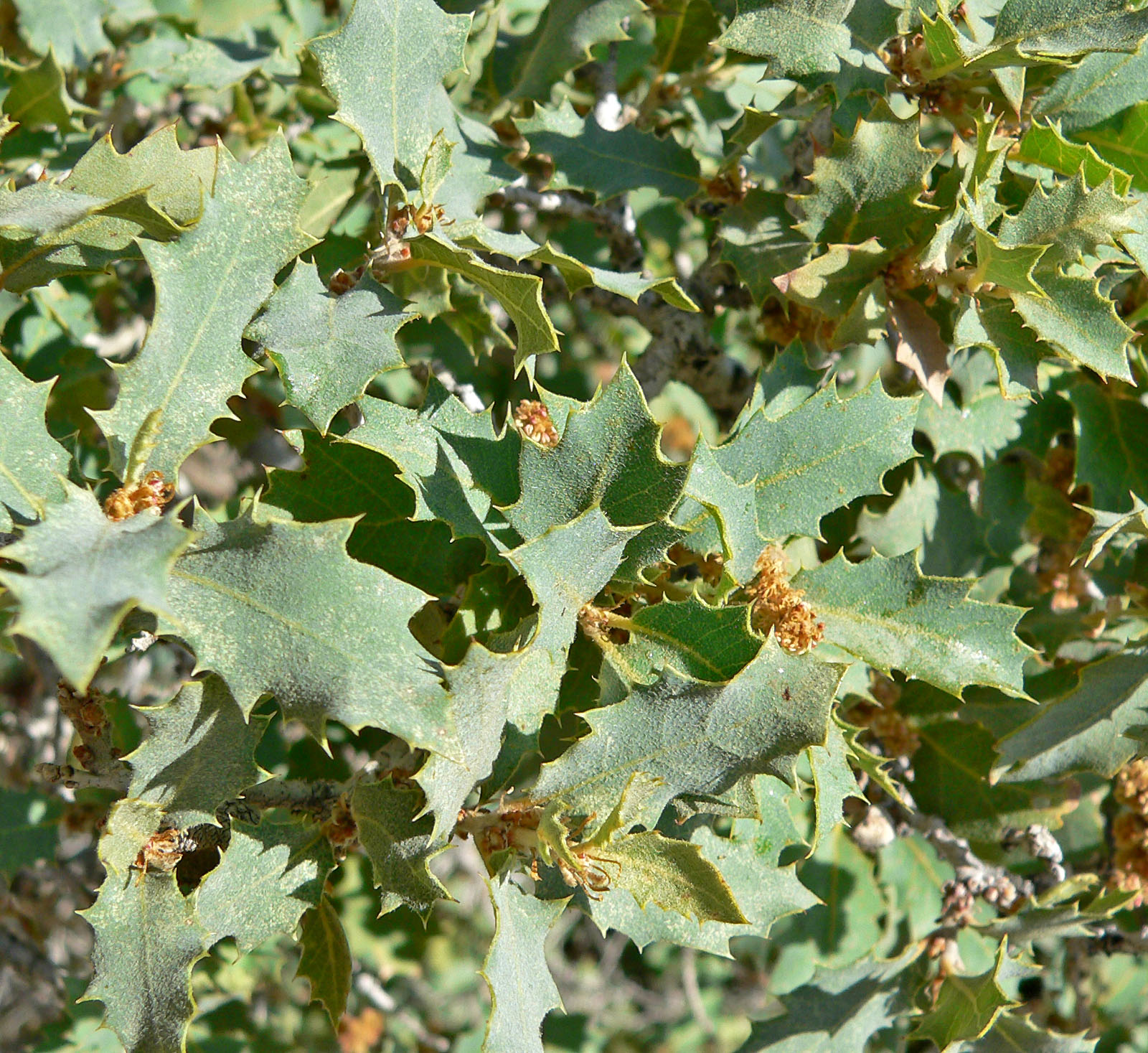
Feuillage.

Le chêne peut atteindre une taille de 5 mètres mais il prend généralement l'apparence d'un buisson. Son écorce est gris clair et rugueuse tandis que les jeunes branches sont rouges avant de griser avec l'âge. Il fabrique des marcottes souterraines pouvant former un réseau de plus de 500 mètres autour du pied d'origine. Ses feuilles coriaces ont entre 1,5 et 3,5 cm de long pour un à deux de large. La face supérieure de la feuille est vert bleuâtre tandis que la face inférieure est vert jaunâtre. Les bords des feuilles sont ondulés et possèdent des pointes. La taille des glands varient entre 1,5 et 2,3 cm.